# Surab
Surab é uma cidade do Paquistão localizada na província de Baluchistão.